# Дерево (мультфільм, 1973)
«Дерево» (рос. «Дерево») — грузинський радянський мальований мультфільм 1973 року кінорежисера Отара Андронікашвілі.